# 베로니켈라상과
베로니켈라상과(Veronicelloidea)는 공기 호흡하는 육상 민달팽이 상과의 하나이다. 콩갯민숭이상과와 함께 수안류로 분류하는 육상성 유폐류 복족류 연체동물이다.

## 하위 분류
아래는 2005년의 복족류 분류(부쉐 & 로크루아)가 인정하고 있는 2개 과이다.
- 베로니켈라과 (Veronicellidae) Gray, 1840
- 라토우이시아과 (Rathouisiidae) Heude, 1885